# Marcala (ort)
Marcala är en ort i Honduras.   Den ligger i departementet Departamento de La Paz, i den sydvästra delen av landet, 90 km väster om huvudstaden Tegucigalpa. Marcala ligger 1 248 meter över havet och antalet invånare är 10 054.
Terrängen runt Marcala är huvudsakligen kuperad. Marcala ligger nere i en dal. Runt Marcala är det ganska tätbefolkat, med 75 invånare per kvadratkilometer. Marcala är det största samhället i trakten. 